# The Carnegie Hall Concert: June 18, 1971
The Carnegie Hall Concert: June 18, 1971 è un album dal vivo della cantante statunitense Carole King, pubblicato nel 1996 ma registrato nel 1971.

## Tracce
1. I Feel the Earth Move – 3:36
2. Home Again – 2:45
3. After All This Time – 3:19
4. Child of Mine – 4:03
5. Carry Your Load – 2:59
6. No Easy Way Down – 5:32
7. Song of Long Ago – 3:24
8. Snow Queen – 3:51
9. Smackwater Jack – 3:49
10. So Far Away – 4:12
11. It's Too Late – 4:22
12. Eventually – 4:38
13. Way Over Yonder – 4:13
14. Beautiful – 2:39
15. You've Got a Friend (con James Taylor) – 6:25
16. Will You Still Love Me Tomorrow? / Some Kind of Wonderful / Up on the Roof (medley; con James Taylor) – 7:46
17. (You Make Me Feel Like) A Natural Woman – 4:09